# Ateneu Democràtic Regionalista
Ateneu Democràtic Regionalista fou una entitat històrica del barri del Poblenou de Barcelona que va existir de 1902 a 1936. Era un ateneu relacionada amb la Lliga Regionalista. L'Ateneu Democràtic Regionalista va ser creat l'any 1902. L'ateneu va començar a un local del carrer de Marià Aguiló i després es va instal·lar al que havia estat en diferents etapes el Teatre Cervantes i el Patronat de l'Obrer, al carrer de Wad-ras, 208. S'hi feien funcions teatrals i disposava de seccions infantils de rítmica i plàstica, així com d'unes escoles i una secció d'excursionisme. El 1917 publicava un portaveu, que va interrompre la publicació durant la dictadura de Primo de Rivera, per tornar a sortir quan es proclamà la Segona República Espanyola. El local va ser ocupat pel Comitè de Defensa durant la Guerra Civil Espanyola de 1936-1939 i, acabada la guerra, va ser la seu d'Educación y Descanso, un departament lligat a Falange. Ara, al seu solar hi ha l'Institut d'Ensenyament Secundari Poblenou.